# Óscar Peñas García
Óscar Peñas García (* 17. November 1974 in Madrid) ist ein spanischer Judoka.
Peñas gewann in seiner Karriere bislang zwei A-Turniere: 2000 in Sofia und in Moskau. Bei den Judo-Weltmeisterschaften 2001 in München wurde er in der Kategorie bis 60 Kilogramm Siebter. Drei Jahre später erreichte er in der Gewichtsklasse bis 66 Kilogramm bei den Olympischen Sommerspielen in Athen den fünften Platz.